# Isopachys roulei
Isopachys roulei är en ödleart som beskrevs av  Angel 1920. Isopachys roulei ingår i släktet Isopachys och familjen skinkar. IUCN kategoriserar arten globalt som otillräckligt studerad.
Artens utbredningsområde är Thailand. Inga underarter finns listade i Catalogue of Life.